# Zuera
Zuera é um município da Espanha na província de Saragoça, comunidade autónoma de Aragão. Tem 333,17 km² de área e em 2021 tinha 8 591 habitantes (densidade: 25,8 hab./km²).

## Demografia
| Variação demográfica do município entre 1991 e 2004 | Variação demográfica do município entre 1991 e 2004 | Variação demográfica do município entre 1991 e 2004 | Variação demográfica do município entre 1991 e 2004 |
| --------------------------------------------------- | --------------------------------------------------- | --------------------------------------------------- | --------------------------------------------------- |
| 1991                                                | 1996                                                | 2001                                                | 2004                                                |
| 5294                                                | 5374                                                | 5640                                                | 5973                                                |